# Charles Zwick

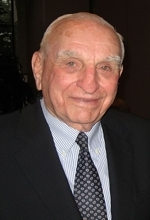
Charles Zwick, 2016

Charles John Zwick (* 17. Juli 1926 in Plantsville, einem Stadtviertel von Southington, Connecticut; † 20. April 2018 in Coral Gables, Florida) war ein US-amerikanischer Wirtschaftsmanager, Bankmanager und Regierungsbeamter, der zwischen 1968 und 1969 Direktor des Office of Management and Budget (OMB) war.

## Leben
Charles Zwick, Sohn von Louis Christian Zwick und dessen Ehefrau Mabel Rich Zwick, leistete nach dem Schulbesuch von 1946 bis 1947 Militärdienst in der US Army und begann danach ein Studium der Agrarwirtschaft an der University of Connecticut, das er 1950 mit einem Bachelor of Science (B.S. Agricultural Economics) beendete. Ein darauf folgendes postgraduales Studium an der University of Connecticut schloss er 1951 mit einem Master of Science (M.S.) ab und war danach als Dozent an der University of Connecticut tätig. Nachdem er 1954 einen Doctor of Philosophy (Ph.D. in Economics) an der Harvard University erworben hatte, unterrichtete er zwischen 1954 und 1956 als Dozent an der Harvard University. Im Anschluss war er von 1956 bis 1963 Leiter der Logistikabteilung der Research and Development Corporation sowie zwischen 1963 und 1965 Mitglied des Forschungsrates (Research Council).
1965 wechselte Zwick in das Office of Management and Budget (OMB) und war dort zunächst Assistierender Direktor und wurde am 29. Januar 1968 von US-Präsident Lyndon B. Johnson als Nachfolger von Charles Schultze zum Direktor des Office of Management and Budget berufen. Dieses Amt hatte er bis zum Ende von Johnsons Amtszeit am 21. Januar 1969 inne.
Im Anschluss wechselte Zwick in die Privatwirtschaft und wurde 1969 Präsident der in Miami ansässigen Southeast Banking Corporation, deren Chief Executive Officer (CEO) und Vorstandsvorsitzender er 1982 wurde. Er war ferner CEO und Vorstandsvorsitzender der Southeast Bank N.A. sowie Vorstandsmitglied der Manville Corporation, der Southeast Mortgage Company sowie der Southern Bell Telephone & Telephone Company.
Zwick heiratete am 21. Juni 1952 Joan Wallace Cameron. Aus dieser Ehe gingen der Sohn Robert Louis Zwick sowie die Tochter Janet Ellen Zwick hervor.